# مزققة أنيقة
مزققة أنيقة (الاسم العلمي:Ascobolus elegans) هي نوع من الفطريات تتبع جنس المزققة من الفصيلة المزققية.